# Epicrates alvarezi
Epicrates alvarezi (лат.) — вид змей из семейства ложноногих, обитающий в Южной Америке.

## Описание
Общая длина достигает 1,2 м. Голова вытянутая, сжатая с боков. Туловище коренастое. Термолокационные ямки небольшие. Окраска состоит из коричневого, серого и/или желтовато-коричневого цветов. Бока имеют серую окраску с коричневыми пятнами, а середина спины коричневая со светлыми кругами.

## Образ жизни
Предпочитает жить в лесах, практически всю жизнь проводит на деревьях. Активна ночью. Питается птицами и мелкими млекопитающими.

## Размножение
Это живородящая змея. Самка рожает от 5 до 14 детёнышей.

## Распространение
Обитает на юго-востоке Боливии, западе Парагвая и севере Аргентины.